# Kevin Trapp
Kevin Christian Trapp (phát âm tiếng Đức: [ˈkɛvɪn ˈtʁap]; sinh ngày 8 tháng 7 năm 1990) là một cầu thủ bóng đá chuyên nghiệp người Đức thi đấu ở vị trí thủ môn cho câu lạc bộ Eintracht Frankfurt tại Giải bóng đá vô địch quốc gia Đức và đội tuyển quốc gia Đức.